# 39a temporada de 30 minuts
La trenta-novena temporada del programa de reportatges 30 minuts de TV3 va començar l'1 d'octubre de 2023 en un programa dedicat al desenvolupament de la intel·ligència artificial a Catalunya. També va incloure programes dedicats al sector pesquer català, la menopausa, el malbaratament alimentari o la situació al País Valencià i a les illes Balears després de la formació de governs entre el Partit Popular i Vox. Al llarg de la temporada, hi ha previstos diferents esdeveniments públics i un programa especial per celebrar els 40 anys del programa.
També va ser un dels programes destacats de l'espai "Connectem l'actualitat" de l'exposició Connectem. 40 anys de TV3 i Catalunya Ràdio del Museu del Disseny de Barcelona, del 22 de maig al 25 d'agost de 2024.

## Llista d'episodis

### Reportatges originals
| Núm. total | Núm. de la temporada | Títol                                    | Direcció                                             | Data d'emissió original | Espectadors (milions) | Quota de pantalla |
| --- | -------------------- | ---------------------------------------- | ---------------------------------------------------- | ----------------------- | --------------------- | ----------------- |
| Sense anunciar | 1                    | «IA: la nova evolució»                   | Genís Cormand i Joan Carles Calvera                  | 1 d'octubre de 2023     | 296.000               | 16,2%             |
| El documental, de producció pròpia, explora l'impacte de la intel·ligència artificial (IA) en sectors clau i planteja interrogants sobre el seu futur impacte. A través d'entrevistes amb experts com Nuria Oliver, Ramon López de Mántaras i Carme Torras, el documental destaca que si bé la IA ha demostrat ser creativa fins a cert punt, encara manca de la capacitat de raonament crític i consciència. El reportatge presenta exemples d'empreses catalanes pioneres en l'ús de la IA en medicina, dret i tecnologia musical, que estan transformant els seus respectius camps i generant debats ètics i laborals. També es destaquen figures internacionals com Cristóbal Valenzuela i Kate Darling. En última instància, el documental planteja la pregunta sobre quin serà el pròxim pas en l'evolució de la IA, com s'il·lustra amb el desenvolupament d'un avatar digital anomenat Elena, que és capaç de mantenir un diàleg i simular el raonament humà. |                      |                                          |                                                      |                         |                       |                   |
| Sense anunciar | 2                    | «Les joies de l'Holocaust»               | Stefan Dexheimer                                     | 8 d'octubre de 2023     | 248.000               | 12,1%             |
| El reportatge, produït per ZDF amb la col·laboració d'Arte, explora la qüestió de les herències alemanyes que inclouen objectes d'origen jueu que van ser arrabassats als seus propietaris durant el nazisme. A través del treball d'una fundació a Berlín, es busca rastrejar els propietaris originals d'aquests béns, que han passat gairebé un segle en mans d'altres persones. El reportatge posa de manifest com molts alemanys van adquirir aquests objectes en subhastes, molts d'ells a preus molt baixos, com a part de l'anomenada «solució final». Després de dècades d'amagar-ne l'origen, algunes persones ara es plantegen la possibilitat de retornar aquests objectes als seus propietaris jueus o als seus hereus. La investigació pot ser complexa i durar anys, i el reportatge planteja preguntes sobre la identitat, la història i la responsabilitat davant d'aquests llegats de l'Holocaust. |                      |                                          |                                                      |                         |                       |                   |
| Sense anunciar | 3                    | «L'atac dels drons»                      | Andrea Hauner                                        | 22 d'octubre de 2023    | 207.000               | 10,0%             |
| El reportatge, produït per Neue Zürcher Zeitung, destaca l'ús de drons kamikaze en els conflictes armats, com l'atac de Hamàs a Israel i la invasió d'Ucraïna. Malgrat la producció i utilització pionera d'aquesta tecnologia militar per part d'Israel, també s'han convertit en víctimes d'aquests drons. La narrativa revela com les guerres del futur es caracteritzaran per màquines de matar cada vegada més sofisticades i autònomes. S'analitza el paper crucial d'actors no estatals i organitzacions terroristes que utilitzen aquests drons, mentre s'explora el creixent mercat d'aquesta indústria a la fira d'armes de París. Experts alerten sobre la fàcil accessibilitat i maniobra d'aquests drons, així com el seu impacte en els conflictes. El desenvolupament futur es veu impulsat per la intel·ligència artificial, i la competició per aconseguir armes autònomes sembla ser imparable i pot canviar la dinàmica de les guerres en tot el món. |                      |                                          |                                                      |                         |                       |                   |
| Sense anunciar | 4                    | «Crits silenciats»                       | Pep Nogueroles i Xavi Bonet                          | 29 d'octubre de 2023    | 232.000               | 12,8%             |
| El reportatge d'investigació de l'equip del 30 minuts narra les experiències de dones neerlandeses que han sigut víctimes de rituals sàdics orquestrats per xarxes de pederàstia al seu país. Tess Dribbel, una artista neerlandesa, comparteix la seva història d'abusos sexuals per part de membres d'aquesta xarxa, que inclouen rituals sàdics, incloent-hi sacrificis de nadons. Després de trenta anys, Tess ha aconseguit confrontar els seus traumes a través de la psicoteràpia. Aquesta investigació presenta també altres testimonis de víctimes neerlandeses que han estat sotmeses a tortures. La majoria d'aquestes víctimes no s'atreveixen a denunciar els abusos per por i desconfiança en la justícia. A Catalunya, algunes d'elles reben suport psicosocial de diverses entitats socials, com l'Associació in via. |                      |                                          |                                                      |                         |                       |                   |
| Sense anunciar | 5                    | «Cisjordània, l'altra guerra»            | Stephanie March                                      | 12 de novembre de 2023  | 207.000               | 10,7%             |
| El documental, del programa australià Foreign Correspondent, explora les tensions creixents a Cisjordània abans de l'atac de Hamàs. Amb un govern israelià més dretà i radical al poder, la declaració de dret exclusiu a tota la terra d'Israel, incloent-hi Cisjordània, ha alimentat les tensions a la zona. La presència de colons jueus en terres considerades il·legals pel dret internacional ha generat confrontacions amb els palestins, i les accions d'assentament s'han accelerat. Aquests factors, juntament amb els desplaçaments de palestins i l'ús de la força militar, han contribuït a una escalada de violència a la regió, amb l'any 2023 essent el més mortífer en quinze anys per a israelians i palestins. |                      |                                          |                                                      |                         |                       |                   |
| Sense anunciar | 6                    | «Pesca: tocant fons»                     | Jordi Regàs, Txus Navarro i Sara Segarra             | 19 de novembre de 2023  | 207.000               | 10,2%             |
| El documental, de producció pròpia, explora les dificultats creixents que enfronta la indústria pesquera, especialment a Catalunya, malgrat les restriccions de la Unió Europea per reduir els dies de pesca. El mètode d'arrossegament és criticat per ser poc selectiu i per causar danys significatius al fons marí. Aquest problema és especialment preocupant per a les llotges catalanes, ja que l'arrossegament és una font important d'ingressos. La Unió Europea busca reestructurar el sector per evitar el col·lapse dels estocs, suggerint la reducció de la flota i la reconversió. Alguns pescadors i confraries ja han començat a introduir canvis per preservar els recursos marins, però el futur de la indústria pesquera catalana roman incert, ja que podria quedar afectada de manera irreversible pels canvis necessaris. |                      |                                          |                                                      |                         |                       |                   |
| Sense anunciar | 7                    | «Som el que llencem»                     | Tana Collados i Víctor Díaz                          | 26 de novembre de 2023  | 253.000               | 12,3%             |
| És un reportatge propi que posa de manifest la problemàtica del malbaratament alimentari, revelant que una gran quantitat de menjar acaba a les escombraries a tots els nivells de la cadena alimentària. Des del camp fins als supermercats, la sobreproducció, els estàndards estètics i les exigències del mercat global contribueixen a aquesta pèrdua massiva. El reportatge destaca que aproximadament un de cada tres aliments produïts en el món es malbarata. Es posa èmfasi en la contribució dels llars, que llencen una gran quantitat de menjar cada dia, i es subratlla que aquest hàbit representa al voltant del 10% de les emissions de gasos d'efecte hivernacle relacionades amb l'alimentació. |                      |                                          |                                                      |                         |                       |                   |
| Sense anunciar | 8                    | «Viure sense regles»                     | Mariona Bassa i Francesc Pou                         | 3 de desembre de 2023   | 215.000               | 10,1%             |
| El reportatge de producció pròpia aborda la manca d'interès i atenció dedicada a la menopausa en la recerca científica i assistència mèdica. Destaca que, malgrat ser una experiència universal per a les dones, l'envelliment femení continua rebent poca atenció des de la ciència, la formació i la sanitat. Els testimonis recollits revelen que les dones enfronten la menopausa amb símptomes que afecten la seva qualitat de vida, des de fogots fins a problemes sexuals, i que moltes es senten abandonades pel sistema de salut. El reportatge qüestiona la manca d'inversió en investigació i formació sobre la menopausa, subratllant que la sexualitat és un dels tabús més forts associats a aquesta etapa de la vida de les dones. |                      |                                          |                                                      |                         |                       |                   |
| Sense anunciar | 9                    | «Drets vulnerats»                        | João França i Daniel Lacasa                          | 10 de desembre de 2023  | 167.000               | 8,4%              |
| El documental examina la implementació desigual de la Declaració Universal dels Drets Humans, aprovada per l'ONU el 10 de desembre de 1948, destacant la situació a Catalunya 75 anys després. Els drets a l'habitatge, participació política i protesta són analitzats mitjançant casos com el de Nancy Osorio, desnonada a causa d'un augment de lloguer abrupte. Cheikh Drame, president de SOS Racisme, destaca la manca de drets per a la població migrant; mentre que el cas de Carla Costa, condemnada per participar en una protesta, subratlla la vulnerabilitat del dret de protesta. També s'aborda el nou dret reconegut per l'ONU de les generacions futures a un medi ambient saludable i sostenible, mitjançant la preocupació de Rafel Verdiell, un pagès del delta de l'Ebre, pel futur del seu fill enfront del canvi climàtic. Es tracta d'una producció de 3Cat en col·laboració amb Abacus. |                      |                                          |                                                      |                         |                       |                   |
| Sense anunciar | 10                   | «El català a Europa: missió impossible?» | Pep Antoni Roig i Roberto Lázaro                     | 21 de gener de 2024     | 165.000               | 8,3%              |
| El reportatge, produït en col·laboració de Frame CreativeMedia, aborda la possibilitat que el català esdevingui la 25a llengua oficial de la Unió Europea. Aquesta qüestió ha guanyat rellevància arran de les eleccions espanyoles de juliol de 2023, amb el govern espanyol convertint-ho en una prioritat durant la seva presidència del Consell de la Unió Europea (UE) al 2023. El documental explora les raons d'aquest canvi d'actitud, els requisits per a la oficialitat d'una llengua a la UE i les diverses opinions de membres del govern català, eurodiputats, lingüistes i altres experts. Tot i que fins al moment no hi ha hagut rebuig, la oficialitat encara no ha estat aprovada, deixant el futur del català com a llengua oficial a Europa en mans de la presidència semestral de Bèlgica. |                      |                                          |                                                      |                         |                       |                   |
| Sense anunciar | 11                   | «La gran onada»                          | Genís Cormand i Cari Pardo Luzzy                     | 28 de gener de 2024     | 230.000               | 11,2%             |
| El documental destaca la singular generació de cineastes catalanes, predominantment formada per dones, que han emergit des de Barcelona amb una formació en escoles de cinema i audiovisuals de Catalunya. El reportatge presenta figures destacades com Carla Simón, Elena Martín, Neus Ballús i altres, i detalla els seus èxits internacionals i els reconeixements que han rebut, incloent premis com l'Os d'Or i la millor pel·lícula europea a la Quinzena de Cineastes. Destaca el paper fonamental de Mar Coll com a precursora d'aquesta nova onada de cineastes. El documental explora l'ecosistema que ha permès aquesta eclosió de talent femení, amb un enfocament en institucions com l'ESCAC i la Universitat Pompeu Fabra, així com en col·lectius com Dones Visuals, que han lluitat per la paritat de gènere a la indústria. També es ressalta el suport de les ajudes públiques, institucions i plataformes com Filmin i TV3 en el desenvolupament i difusió de les seves obres. |                      |                                          |                                                      |                         |                       |                   |
| Sense anunciar | 12                   | «Ciutadans del Reich»                    | Eric Campbell                                        | 11 de febrer de 2024    | 172.000               | 8,5%              |
| El documental, emès originalment al programa Foreign Correspondent de l'Australian Broadcasting Corporation, explora l'auge de grups d'extrema dreta a Alemanya i es preocupa pel seu potencial per a l'activitat violenta i el seu impacte en la democràcia. El moviment Reichsbürger, «Ciutadans del Reich», rebutgen la República Federal Alemanya i defensen que el país no ha recuperat la seva sobirania després de la Segona Guerra Mundial. Amb el suport d'Alternativa per Alemanya (AfD), aquests grups han protagonitzat incidents violents, incloent-hi un intent d'assalt al Reichstag el 2020. Les autoritats alemanyes consideren els Ciutadans del Reich com una amenaça i els tenen sota vigilància. Les detencions del 2022 revelen plans per segrestar el ministre federal de Sanitat i establir un règim autocràtic. Malgrat això, les expectatives electorals de l'AFD continuen creixent. |                      |                                          |                                                      |                         |                       |                   |
| Sense anunciar | 13                   | «País de tòfona»                         | Xavier Puig i Macià Florit                           | 18 de febrer de 2024    | 156.000               | 8,2%              |
| El reportatge, produït per Elsabeth Produccions, destaca el camí cap a l'èxit de la tòfona catalana, amb aproximadament 223 tones recollides anualment. Amb el canvi climàtic i l'abandonament dels boscos, pagesos i científics han impulsat el cultiu d'aquest fong per combatre la seva progressiva desaparició, amb l'objectiu de convertir Catalunya en una potència exportadora mundial. Aquest esforç ha resultat exitós, especialment en zones de muntanya mitjana com el Solsonès, la Noguera, les Garrigues o l'Alt Urgell. El reportatge ressalta la col·laboració entre el Centre de Ciència i Tecnologia Forestal de Catalunya i l'Associació de Productors de Tòfona, així com la importància del coneixement tradicional dels pagesos i la recerca científica. Amb la divulgació de xefs com Nandu Jubany, la fira internacional Trufforum de Vic i altres iniciatives, el sector de la tòfona a Catalunya s'està consolidant per situar aquest producte dins de la gastronomia mundial. |                      |                                          |                                                      |                         |                       |                   |
| Sense anunciar | 14                   | «Esborrant la identitat»                 | Ignasi Gallart i Àlex Gonzalo                        | 25 de febrer de 2024    | 234.000               | 10,7%             |
| El reportatge destaca com els nous governs basats en pactes de governabilitat entre el Partit Popular i Vox, estan implementant mesures per esborrar tot allò associat a la llengua i la cultura catalanes al País Valencià, la Franja de Ponent i les Illes Balears. Des de l'àmbit autonòmic i municipal, s'han observat retirades de subvencions a grups que promouen la llengua i la cultura catalanes, cancel·lacions de subscripcions a revistes en català i canvis legislatius que afecten l'ensenyament, com la lliure elecció de llengua i la retirada del requisit de conèixer el català a l'administració. El reportatge destaca la preocupació pel risc de la desaparició de la identitat catalana en aquests territoris, impulsada per la retòrica de l'extrema dreta, especialment Vox, que promou l'aniquilació de la llengua catalana i la liquidació de l'autogovern. Es tracta d'un treball de producció pròpia. |                      |                                          |                                                      |                         |                       |                   |
| Sense anunciar | 15                   | «La sisena extinció»                     | Jordi Regàs i Txus Navarro                           | 3 de març de 2024       | 160.000               | 7,7%              |
| En les dues dècades passades, Catalunya ha experimentat la desaparició d'una quarta part de les seves espècies salvatges, situació que destaca aquest reportatge propi. Aquesta tendència és atribuïda a diversos factors com la pressió urbanística, l'agricultura intensiva, l'ús de pesticides, els canvis en els usos del sòl, la contaminació de l'aire i l'aigua, el transport global d'espècies exòtiques i el canvi climàtic. El reportatge destaca la crítica situació del tritó del Montseny, una espècie endèmica de Catalunya en perill d'extinció. Experts afirmen que la pèrdua de biodiversitat posa en perill la pròpia existència humana, ja que la interconnectivitat dels ecosistemes és essencial per a la salut planetària, la qualitat de vida i l'economia. |                      |                                          |                                                      |                         |                       |                   |
| Sense anunciar | 16                   | «L'efecte TikTok»                        | Katie Rice                                           | 17 de març de 2024      | 169.000               | 8,1%              |
| El documental produït per la BBC Three posa de manifest la preocupació creixent pel fenomen de desinformació que ha envaït la plataforma digital TikTok. Amb milers de vídeos diaris que difonen especulacions sense fonaments sobre assassinats, acusacions falses i judicis socials sense proves, la xarxa es converteix en un terreny fèrtil per a la propagació de continguts perillosos. L'algorisme de TikTok, que promou la viralització de continguts sense tenir en compte la seva perillositat, contrasta amb la manca de regulació que permet aquesta proliferació. El documental destaca la necessitat d'abordar la desinformació i els riscos associats a l'addicció per aconseguir audiència a tot cost, i planteja la nova era digital com un terreny amb manca de filtres per censurar el contingut perillós. |                      |                                          |                                                      |                         |                       |                   |
| Sense anunciar | 17                   | «Tocats per l'herència»                  | Lorena Garcia i Francesc Pou                         | 24 de març de 2024      | 284.000               | 15,6%             |
| El documental, de producció pròpia, destaca la importància de planificar les successions per evitar conflictes familiars i despeses inesperades, especialment a Catalunya, on moltes persones moren sense testament. Experts subratllen la necessitat d'un testament clar per mantenir la pau familiar. S'inclouen testimonis que il·lustren les dificultats derivades de no planificar adequadament una herència. Es destaca l'ús creixent d'instruments com els marmessors o els pactes successoris, mentre es reflexiona sobre reformes legislatives en matèria de desheretaments. |                      |                                          |                                                      |                         |                       |                   |
| Sense anunciar | 18                   | «Modi, el reportatge prohibit»           | Sadhana Subramaniam                                  | 31 de març de 2024      | Sense determinar      | Sense anunciar    |
| El documental, emès originalment a la BBC Two, retrata la persecució de la comunitat musulmana a l'Índia, fet que va guanyar l'atenció internacional a mesura que s'acostaven les eleccions generals índies. Sota el lideratge de Narendra Modi, els actes de violència contra els musulmans han augmentat, amb fins a 40 persones assassinades per la seva religió. Modi ha rebut crítiques per la seva inacció davant aquesta violència, amb algunes acusacions que li atribueixen responsabilitat directa. Les eleccions determinaran si la seva política de «renaixement hindú» continua. La seva trajectòria política ha estat marcada per les acusacions d'intentar deixar els musulmans sense drets i una sèrie de polítiques controvertides, com la derogació de l'estatut especial del Caixmir i lleis de ciutadania discriminatòries. El documental revela imatges gràfiques de violència, amb la participació de grups hindús i una presunta impunitat policial. Tot i les negacions del govern, organitzacions de drets humans com Amnistia Internacional han criticat repetidament les polítiques antimusulmanes de Modi. Això ha portat al govern indi a eliminar el documental de diverses plataformes. |                      |                                          |                                                      |                         |                       |                   |
| Sense anunciar | 19                   | «Orgull gironí»                          | Jordi Bentanachs, Àngel Rufí i Xavi Brichs           | 7 d'abril de 2024       | 293.000               | 15,2%             |
| El Girona Futbol Club ha passat de ser considerat un equip revelació a una realitat contundent, competint per llocs a la Lliga de Campions de la UEFA després d'assegurar la permanència a la Primera divisió espanyola de futbol. Aquest èxit ha consolidat l'«Orgull gironí», un fenomen social especialment fort entre els joves i que s'ha estès més enllà de la ciutat de Girona. L'equip, dirigit per Míchel i amb figures com Quique Cárcel i Pere Guardiola a la direcció, forma part del City Football Group, que demostra connexions internacionals amb el Manchester City. Míchel, l'entrenador, ha rebut elogis per la seva integració, destacant el seu compromís amb la cultura catalana. El trebal també destaca la relació estreta entre els jugadors i l'afició, exemplificat per l'entusiasta suport de l'Oriol i la seva mare, la Nuri. Reportatge de producció pròpia. |                      |                                          |                                                      |                         |                       |                   |
| Sense anunciar | 20                   | «Començar de zero»                       | Mariona Bassa i Víctor Díaz Solé                     | 14 d'abril de 2024      | 253.000               | 13,0%             |
| El reportatge de producció pròpia analitza la importància d'una escolarització infantil de qualitat universal i gratuïta, ressaltant l'impacte igualador d'oportunitats que aquesta pot tenir. En una societat cada vegada més desigual, especialment a Catalunya, on un de cada tres infants viu en risc de pobresa o d'exclusió social, les polítiques centrades en els primers anys de vida són crucials per a combatre aquesta situació. L'expansió de la gratuïtat de l'educació preescolar, com ha ocorregut amb el curs I2 a Catalunya, és un pas positiu, tot i que encara s'ha de fer més per garantir l'accés universal. El documental ressalta que l'escolarització infantil de qualitat no només beneficia els nens en aquesta franja d'edat, sinó que també té repercussions positives en el seu futur acadèmic, cosa que redueix el risc de repetició de curs o abandonament escolar. A través de l'experiència de les escoles bressol de Manlleu i del Vendrell, el reportatge il·lustra com aquest tipus d'educació pot ser un factor clau per a igualar oportunitats i promoure el desenvolupament infantil.                                                                                          |                      |                                          |                                                      |                         |                       |                   |
| Sense anunciar | 21                   | «Migrar, a vida o mort»                  | Karim Amin i Anne-Frédérique Widmann                 | 21 d'abril de 2024      | 144.000               | 6,6%              |
| El reportatge, emès originalment al magazín Temps présent d'RTS, exposa la creixent perillositat que afronten els migrants en el seu trajecte cap a Europa, pagant preus exorbitants, fins i tot amb les seves vides, mentre els traficants prosperen en aquest negoci lucrat. Les autoritats són criticades per la seva inacció davant aquestes tragèdies i l'ONU estima que aquest mercat il·legal genera milers de milions de dòlars anualment. Malgrat els esforços i el finançament de la UE a països com Turquia, els passadors continuen explotant la desesperació dels migrants, qui s'enfronten a perillosos viatges a través de fronteres i mars sense garanties de seguretat. |                      |                                          |                                                      |                         |                       |                   |
| Sense anunciar | 22                   | «Contra les "maras"»                     | Martin Fossati i Mario Pecot                         | 28 d'abril de 2024      | 271.000               | 14,4%             |
| El reportatge retrata els esforços decidits del Salvador per enfrontar-se a les bandes criminals que han aterroritzat el país i altres regions de l'Amèrica Central. Amb una política d'enfrontament directe liderada pel president Nayib Bukele, el país ha establert el Centre de Confinament del Terrorisme com a símbol de la seva lluita contra les maras. Tot i els resultats inicials en la reducció de la violència als barris, aquesta campanya també ha suscitat preocupacions sobre els abusos als drets humans, documentats per Amnistia Internacional, tot i que aquests no han minvat el suport a la política de seguretat de Bukele. S'havia emès originalment al programa francès Enquête exclusive, de la cadena M6. |                      |                                          |                                                      |                         |                       |                   |
| Sense anunciar | 23                   | «Un mur al Nil»                          | Sara Creta                                           | 5 de maig de 2024       | 266.000               | 13,8%             |
| El documental, produït per la productora francesa Magnéto Presse, explora els impactes de la construcció de la Presa del Renaixement, que ha generat tensions entre Etiòpia, Egipte i el Sudan i que ha creat una nova dinàmica geopolítica a la regió. Etiòpia veu la presa com una oportunitat per a la seva prosperitat econòmica i la producció d'energia elèctrica, mentre que Egipte considera la presa com una amenaça directa a la seva seguretat nacional. Les relacions entre els països veïns es tensen, amb Egipte pressionant la comunitat internacional per frenar el projecte i el Sudan mantenint una posició ambiguament alineada amb Egipte. Aquest conflicte pot agreujar la inestabilitat d'una regió ja marcada per la violència i el conflicte armat. |                      |                                          |                                                      |                         |                       |                   |
| Sense anunciar | 24                   | «Revolta pagesa»                         | Xavi Llopart                                         | 19 de maig de 2024      | Sense determinar      | Sense anunciar    |
| El reportatge de producció pròpia explora els esdeveniments dels dies 6 i 7 de febrer de 2024, quan 4.000 tractors van inundar els carrers de Barcelona per destacar la crisi de la petita pagesia catalana. A diferència d'altres moviments a Europa, aquesta revolta va néixer d'un simple missatge de Whatsapp enviat per un pagès anònim de l'Horta de Lleida. A través de diferents testimonis, el documental revela les dificultats inicials i l'organització d'aquesta protesta inèdita. A més, explora les queixes dels ramaders i pagesos, com l'excés de burocràcia, presenta les veus dels líders involuntaris d'aquesta marxa històrica, i ofereteix una visió completa dels motius i les conseqüències d'aquesta revolta pagesa catalana del segle XXI. |                      |                                          |                                                      |                         |                       |                   |
| Sense anunciar | 25                   | «La febre dels metalls»                  | Jordi Regàs i Joan Carles Calvera                    | 26 de maig de 2024      | 211.000               | 10,7%             |
| El documental de producció pròpia aborda la importància de metalls estratègics com el coure, el liti i el cobalt, essencials per a dispositius electrònics i vehicles elèctrics. Europa depèn actualment de la importació d'aquests metalls de la Xina i busca revertir aquesta situació mitjançant una legislació que faciliti l'obertura de nous jaciments miners al continent. A Catalunya hi ha possibles reserves d'aquests minerals, segons confirma el geòleg Joan Carles Melgarejo. Malgrat les reticències populars i ecologistes, que aposten pel reciclatge com a solució, geòlegs com Marc Campeny defensen que una mineria respectuosa amb el medi ambient és factible. El reportatge recull l'exemple del projecte Biometallum, de la Universitat Politècnica de Catalunya, per recuperar residus electrònics mitjançant microorganismes presents a la natura. Europa ha començat a prendre mesures en aquesta direcció, tot i que els resultats es veuran a llarg termini. |                      |                                          |                                                      |                         |                       |                   |
| Sense anunciar | 26                   | «Florida, el laboratori de Trump»        | Françoise Weilhammer i Marie-Laure Widmer Baggiolini | 2 de juny de 2024       | 208.000               | 11,6%             |
| El reportatge, emès originalment al magazín Temps présent de la televisió suïssa RTS, analitza com Florida s'ha convertit en un model per a les polítiques ultraconservadores de Donald Trump, de cara a les eleccions presidencials del novembre. Amb el governador Ron DeSantis al capdavant, l'estat ha implementat mesures dràstiques, com la reducció de regulacions i impostos, i lleis que limiten els drets LGTBI i eliminen programes d'inclusió a les universitats. Figures com el general Michael Thomas Flynn, partidari de Trump, han impulsat aquestes polítiques, mentre grups com Moms for Liberty han promogut la censura de llibres sobre identitat sexual. Alhora, la repressió de veus dissidents, com la del fiscal Andrew H. Warren, exemplifica la deriva autoritària del moviment. Tot i les controvèrsies, els republicans moderats continuen donant suport a Trump malgrat els seus problemes legals i la seva implicació en l'assalt al Capitoli dels Estats Units de 2021. |                      |                                          |                                                      |                         |                       |                   |
| Sense anunciar | 27                   | «Habitatge, dret o negoci»               | Ignasi Gallart Cajo i Cari Pardo Luzzy               | 16 de juny de 2024      | 254.000               | 12,9%             |
| El reportatge de producció pròpia explora les dificultats creixents per accedir a un habitatge a causa de l'augment dels preus tant de compra com de lloguer. Recull testimonis de persones que han hagut de deixar Barcelona, i d'un home que ha de conviure amb l'exdona a Girona per la manca d'opcions assequibles. Experts com Sergio Nasarre-Aznar i Enric Aragonès subratllen l'impacte negatiu de l'encariment dels habitatges, mentre que alguns comercials il·lustren el negoci lucratiu que representa el sector immobiliari. Tot i l'entrada en vigor d'una nova llei de regulació de lloguers, encara és aviat per avaluar-ne els efectes, mentre la manca d'habitatge públic continua sent una problemàtica significativa. |                      |                                          |                                                      |                         |                       |                   |
| Sense anunciar | 28                   | «Preparant el terreny»                   | Eloi Cordomí i Víctor Díaz                           | 30 de juny de 2024      | Sense determinar      | Sense anunciar    |
| El reportatge propi explora com persones de Catalunya estan aplicant tècniques per adaptar el territori al canvi climàtic i a les sequeres, un problema agreujat per l'abandonament rural i certes pràctiques agrícoles. Malgrat algunes pluges recents, les sequeres continuen afectant greument l'agricultura, els boscos, les reserves d'aigua i els ecosistemes. Experts com Vicent Altava i Jaime Martínez-Valderrama subratllen la importància de mantenir un sòl fèrtil i de gestionar adequadament els boscos per augmentar la resiliència davant del canvi climàtic. Aquestes tècniques també contribueixen a reduir les emissions de gasos amb efecte d'hivernacle. |                      |                                          |                                                      |                         |                       |                   |
| Sense anunciar | 29                   | «Ryanair, l'ombra del baix cost»         | Tom Cariou                                           | 14 de juliol de 2024    | 101.000               | 3,4%              |
| El reportatge, emès originalment a la cadena francesa France.tv Slash, investiga el secret dels preus competitius de Ryanair. La clau del seu èxit inclou les condicions laborals precàries dels seus assistents de vol, que són reclutats amb promeses de feines de somni, però que acaben patint horaris impossibles, pressió per vendre productes a bord i una gestió brutal del personal. El reportatge aprofundeix en les denúncies internes per entendre com l'empresa aconsegueix els seus resultats rècord. |                      |                                          |                                                      |                         |                       |                   |

### Reportatges reemesos
| Títol | Direcció                      | Data d'emissió     | Espectadors (milions) | Quota de pantalla |
| --- | ----------------------------- | ------------------ | --------------------- | ----------------- |
| «Sofia i Nigina, dues amigues lliures» | Margaux Benn i Solène Chalvon | 10 de març de 2024 | 223.000               | 10,5%             |
| Emès originalment pel 30 minuts el 12 de març de 2023. Substitueix el reportatge Fora de joc, a causa d'un canvi de programació d'última hora de TV3 per l'aparició d'un professor de la Universitat de Girona denunciat per assetjament sexual. La cadena també va argüir una «durada excessiva». |                               |                    |                       |                   |
| «La sisena extinció» | Jordi Regàs i Txus Navarro    | 26 de maig de 2024 | Sense determinar      | Sense anunciar    |
| Emès originalment pel 30 minuts el 3 de març de 2024. Reemès a les 23 h. |                               |                    |                       |                   |

### Reportatges futurs
| Títol | Direcció       |
| --- | -------------- |
| «Fora de joc» | Marc Almodóvar |
| El documental, coproducció de Cabal Films i 3Cat, aborda la situació dels aproximadament 10.000 joves migrants que van arribar a Catalunya com a menors no acompanyats des del 2018 i han assolit la majoria d'edat. Amb un enfocament sis anys després del boom mediàtic, el reportatge destaca la complexitat dels reptes que aquests joves enfronten quan deixen de rebre tutela de la Generalitat. Entitats especialitzades en sensellarisme alerten sobre l'augment de joves migrants sense sostre, i les organitzacions dedicades a aquests joves subratllen les dificultats que afronten després de perdre la tutela administrativa. Malgrat els esforços de la Direcció General d'Atenció a la Infància i l'Adolescència i les xarxes de solidaritat, persisteixen les insuficiències en el suport a aquests joves, mentre advocats i treballadors critiquen l'administració per utilitzar les proves d'edat per deixar al carrer molts joves africans del sud del Sàhara. Emès el 23 de març de 2025 durant la 40 temporada. |                |

## Producció
Igual que les temporades anteriors, el programa va combinar reportatge de producció pròpia, alguns produïts en col·laboració de productores exteriors (com Abacus, Elsabeth Produccions o Frame CreativeMedia) i d'altres adquirits de sèries documentals de canals d'altres països com l'alemanya ZDF, l'australiana ABC i la britànica BBC.
El model de coproducció del documental El català a Europa: missió impossible? va motivar una pregunta parlamentària per part de la Candidatura d'Unitat Popular, que va assegurar que «diversos treballadors i treballadores de la corporació han manifestat que es podria haver realitzat perfectament des de la pròpia redacció de la televisió pública». La presidenta de la Corporació Catalana de Mitjans Audiovisuals, Rosa Romà, va respondre que «no sempre és possible produir-los amb efectius interns i recorrem a la col·laboració amb les productores amb diferents fórmules».

## Rebuda

### Audiència
A finals de gener de 2024, els dotze primers reportatges de la temporada havien acumulat una mitjana de 209.000 espectadors i un 11% de quota de pantalla.
| Gràfica d'evolució d'espectadors dels episodis de la temporada |
|                                                                |

### Crítica
La crítica televisiva Mònica Planas va dedicar un article del diari Ara al reportatge d'investigació Crits silenciats i va afirmar que l'ús de les il·lustracions de l'artista Tess Dribbel mostrava la crueltat i el patiment de les víctimes d'una «manera simbòlica però molt directa i personal». L'article també destacava que familiars, mestres, metges, policies i altres persones formaven part d'aquestes xarxes sàdiques i organitzaven rituals macabres. Planas assegurava que el programa revela només «una punta de l'iceberg esfereïdora, però et queda la mala sensació de l’existència d’un submón inimaginable que es manté impune».
Planas també va destacar com el 30 minuts va reconèixer la nova fornada de dones cineastes catalanes amb el reportatge La gran onada. El reportatge explora els orígens, causes, trets comuns i la dinàmica de treball que defineixen aquesta generació, i subratlla el talent i filosofia d'aquestes professionals emergents. Planas destaca la importància de la mirada forana i l'aprovació estrangera per consolidar el fenomen. Malgrat aquest reconeixement, la periodista critica que en el tram final del reportatge, per influència de la proximitat dels Oscar i la nominació de La societat de la neu, el programa desvia l'atenció cap a Juan Antonio Bayona, allunyant-se del tema central de la gran onada femenina i posant l'accent en un exemple masculí d'èxit cinematogràfic. Aquesta elecció és interpretada com una «prova subtil de la dificultat que suposa per aquestes cineastes sortir de l’ombra d’una professió clarament masculinitzada».
Per la seva banda, la comunicadora i tècnica en imatge fílmica Carme Porta va criticar a Mèdia.cat que el documental no fes esment d'iniciatives anteriors com la Mostra Internacional de Films de Dones de Barcelona: «Reconèixer les grans cineastes que tenim avui dia passa, també, per reconèixer les referents, les que han lluitat anteriorment. Passa per anar més enllà dels estudis universitaris o tècnics d’aquest segle i anar a les eines rudimentàries i la manca de recursos -que es manté!- amb les que s'ha fet la història del cinema, la història del cinema fet per dones».
Quant al reportatge L'efecte TikTok, la mateixa Planas expressa en la seva crítica televisiva una profunda preocupació sobre els efectes nocius d'aquesta plataforma i destaca que fomenta comportaments irresponsables i la propagació de rumors i acusacions infundades. Planas subratlla la necessitat de conscienciar sobre els perills d'aquest tipus de continguts, especialment per als adolescents, i critica la falta de rigor i sensibilitat en la producció de contingut a la plataforma.
Pel que fa a Contra les "maras", Mònica Planas destaca que el president del Salvador Nayib Bukele utilitza la gravació dins del Centre de Confinament del Terrorisme com a «propaganda política», convidant equips de televisió de tot el món per mostrar l'eficàcia del sistema penitenciari i les polítiques de seguretat. La crítica ressalta com el govern imita el format del reality televisiu per persuadir els espectadors, i mostra l'ingrés dels membres de les maras com un espectacle perfectament coreografiat i l'exhibició de força dels cossos de seguretat. Es critica la manipulació de la realitat per vendre la idea de control i hipervigilància associada al format televisiu. Al final del reportatge, es mostra l'espectacle de Miss Univers promogut pel president per exportar una imatge paradisíaca del país, i es destaca com El Salvador utilitza posades en escena televisives per vendre una «nova realitat».
L'enginyer industrial i expolític Josep Huguet, sobre el reportatge La febre dels metalls, posa de manifest la necessitat urgent d'Europa de revisar la seva política minera enmig del context de la transició energètica i digital. Huguet subratlla la rellevància estratègica dels metalls en aquesta transició, alhora que evidencia la dependència europea de fonts estrangeres de minerals, especialment davant l'ascens de potències com la Xina. Tot i els obstacles burocràtics i mediambientals, l'autor destaca la importància de la Llei europea de matèries primeres fonamentals com a intent per garantir el subministrament de minerals i promoure la recerca d'alternatives. El text també reflexiona sobre els canvis profunds que estan sacsejant diverses esferes de la societat europea i les propostes polítiques contradictòries que sorgeixen per fer-hi front, i planteja interrogants sobre el futur d'Europa davant els desafiaments actuals.
El reportatge Florida, el laboratori de Trump és descrit per la periodista Mònica Planas com una immersió en un univers «grotesc» i «morbós» de l'entorn de Donald Trump. La crítica destaca com l'enfocament del programa és una exploració profunda de les ideologies i les polítiques que es desenvolupen a Florida, considerada com un microcosmos de les idees i accions de Trump a escala nacional. A través d'entrevistes amb diversos personatges, el reportatge revela detalls de les seves vides i entorns que il·lustren la seva vinculació amb les ideologies i polítiques del president. S'observen elements que reflecteixen una tendència prepotent i exhibicionista reminiscent de Trump mateix. El programa destaca la influència dels seguidors de Trump en àmbits com l'educació i la religió, i presenta un retrat «molt preocupant» d'«una societat violenta, ignorant i reaccionària».